# Нармонское сельское поселение (Тетюшский район)
Нармонское се́льское поселе́ние — муниципальное образование в Тетюшском районе Татарстана Российской Федерации.
Административный центр — село Нармонка.

## История
Статус и границы сельского поселения установлены Законом Республики Татарстан от 31 января 2005 года № 41-ЗРТ «Об установлении границ территорий и статусе муниципального образования "Тетюшский муниципальный район" и муниципальных образований в его составе».

## Население
| 2010 | 2011 | 2012 | 2013 | 2014 | 2015 | 2016 |
| ---- | ---- | ---- | ---- | ---- | ---- | ---- |
| 410  | ↘406 | ↘398 | ↘387 | ↗799 | ↘781 | ↘776 |
| 2017 | 2018 |      |      |      |      |      |
| ↘753 | ↘736 |      |      |      |      |      |

## Состав сельского поселения
| № | Населённый пункт | Тип населённого пункта       | Население |
| - | ---------------- | ---------------------------- | --------- |
| 1 | Зеленовка        | село                         |           |
| 2 | Колунец          | село                         |           |
| 3 | Кушкуй           | деревня                      |           |
| 4 | Нармонка         | село, административный центр |           |
| 5 | Чинчурино        | село                         |           |